# Antecedentes históricos del Nuevo Testamento

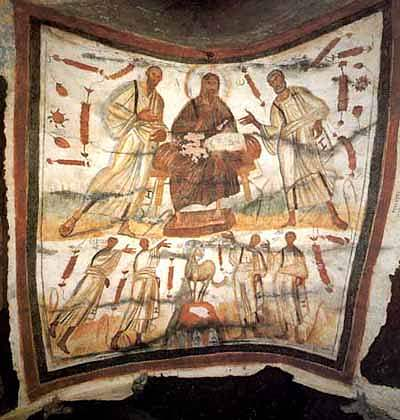
Cristo entre Pedro y Pablo, siglo IV, Catacumbas de los Santos Marcelino y Pedro en la Vía Labicana.

La mayoría de los eruditos que estudiaron al Jesús histórico y al cristianismo primitivo creen que los evangelios canónicos y la vida de Jesús deben ser vistos dentro de su contexto histórico y cultural, más que puramente en términos de la ortodoxia cristiana. Examinan el Judaísmo del Segundo Templo, las tensiones, las tendencias y los cambios en la región bajo la  influencia del helenismo y la  ocupación romana y las facciones judías de la época, viendo a Jesús como un judío en este entorno y el Nuevo Testamento escrito como surgido de un período de tradiciones evangélicas orales después de su muerte.
Debido al sitio de Pompeyo de Jerusalén (64 a. C.), el territorio parcialmente helenizado, pasó a estar bajo el dominio imperial romano, con el auge de la familia de Herodes, como un cruce del valor de los territorios comerciales y de un Estado tapón contra el Imperio parto. A partir de 6 d. C., con el descrédito y la caída del hijo de Herodes, Arquelao, los prefectos romanos fueron nombrados cuya función primera con Roma era mantener el orden a través de un nombramiento político del Sumo Sacerdote. Después de la sublevación de Judas el Galileo, durante el censo de Quirino (6 d. C.) y ante Pilato (26 d. C.), en general, la Judea romana estaba agitada pero autogestionada, con ocasionales disturbios y rebeliones esporádicas, y la resistencia violenta era un riesgo permanente. A lo largo del tercer cuarto del siglo I, el conflicto entre los judíos y los romanos dieron lugar a crecientes tensiones.[cita requerida]
Antes del final del tercer cuarto del primer siglo, estas tensiones culminaron con la primera guerra judeo-romana y la destrucción del Segundo Templo en Jerusalén. Esta guerra destruyó Jerusalén aunque existe la posibilidad de que el Cenáculo sobreviviera. La ciudad fue más tarde rebautizada como un asentamiento romano (Aelia Capitolina), en donde se les prohibió a los judíos vivir lo que tuvo como consecuencia la pérdida de los registros relacionados con el cristianismo primitivo en Jerusalén.

## Facciones, cultos y grupos en el periodo romano
Los historiadores tratan de comprender donde se situaron Jesús y sus seguidores entre las otras facciones judías de la época. Según el historiador judeo-romano Flavio Josefo, los tres partidos del judaísmo contemporáneo eran los fariseos, los saduceos y los esenios. Estos últimos eran aparentemente marginados y, en algunos casos, retirados en comunidades casi monásticas. Josefo también habla del «cuarto movimiento»: los zelotes, lestai o Sicari.

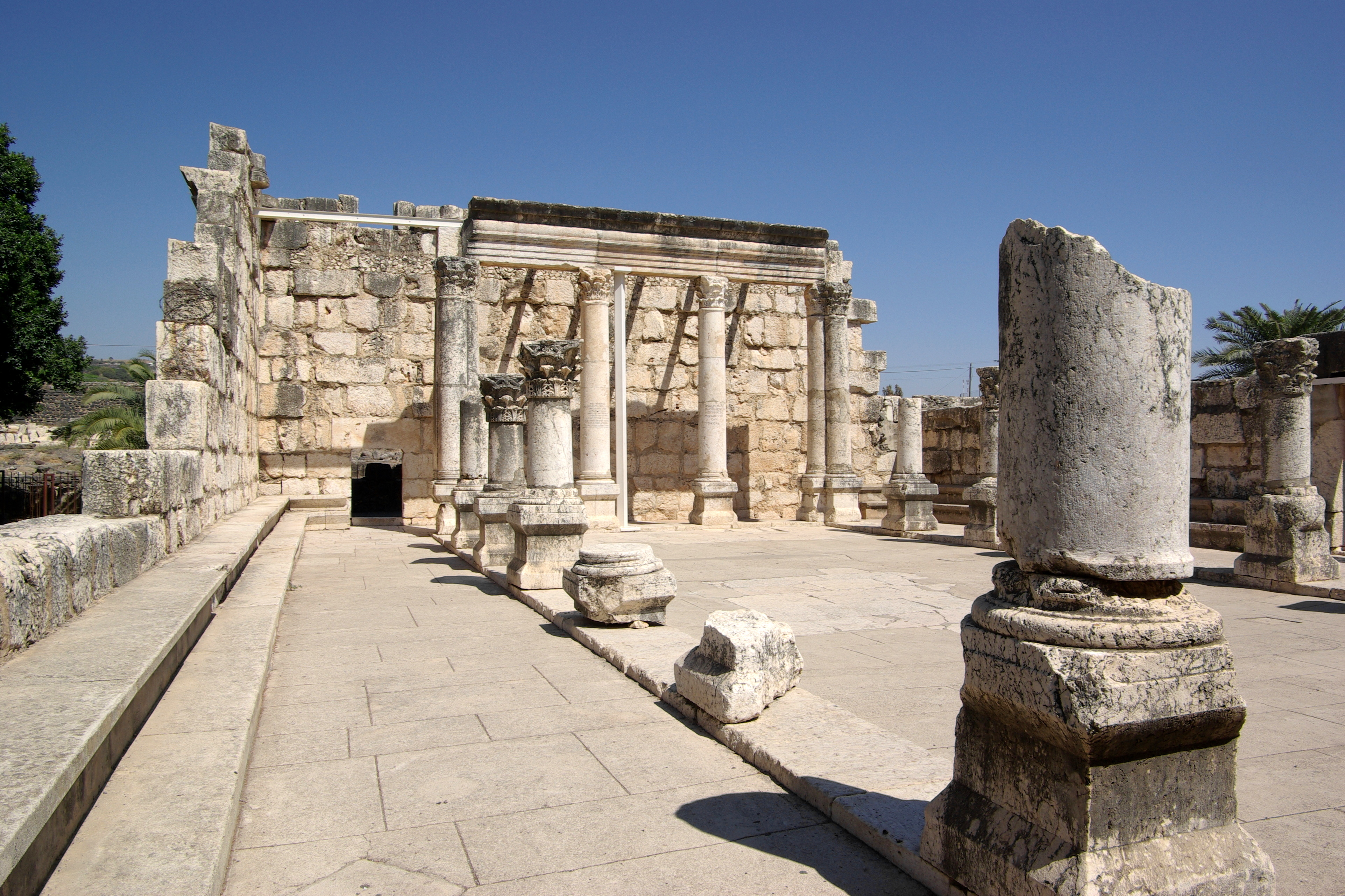
La antigua sinagoga de Cafarnaúm.

Para reconstruir mejor la vida de Jesús, los estudiosos analizaron el panorama religioso de principios del siglo I. Algunos eruditos lo identifican con uno u otro grupo.
Los fariseos eran una fuerza poderosa en la Judea del siglo I. Los primeros cristianos compartían varias creencias de los fariseos, como la resurrección, la retribución en el otro mundo, los ángeles, la libertad humana y la Divina Providencia. Después de la destrucción del Templo, la perspectiva farisaica se estableció en el judaísmo rabínico. Algunos eruditos especulan que Jesús mismo era un fariseo.
En la época de Jesús, las dos principales escuelas de pensamiento entre los fariseos eran la Casa de Hillel, que había sido fundada por el eminente tanna (instructor) Hilel el Anciano; y la Casa de Shamai. La denuncia de Jesús de la hipocresía puede haber sido dirigida contra los miembros más estrictos de la Casa de Shamai, si bien también estuvo de acuerdo con sus enseñanzas sobre el divorcio (Marcos 10:1-12). Jesús también sostuvo las enseñanzas de la Casa de Hillel sobre el más grande mandamiento (Talmud Babilónico, Shabat 31a; compárese con Marcos 12:28-34) y la Regla de Oro (Mateo 7:12). Los historiadores no saben si había fariseos en Galilea durante la vida de Jesús, o de como habrían sido ellos.
Los saduceos eran particularmente poderosos en Jerusalén. Aceptaban solamente la Ley escrita, rechazando las interpretaciones tradicionales aceptadas por los fariseos, tales como la creencia en el castigo en la otra vida, la resurrección del cuerpo, los ángeles y los espíritus. Después del alboroto causado por Jesús en el Templo, deben haber sido los saduceos los que lo hicieron arrestar y lo entregaron a los romanos para su ejecución. Después de la caída de Jerusalén, desaparecieron de la historia.
Los esenios eran ascetas apocalípticos, una de las tres (o cuatro) grandes escuelas judías de la época, aunque no se los menciona en el Nuevo Testamento. Algunos eruditos teorizan que Jesús era un esenio, o era cercano a ellos. Entre estos estudiosos se encuentra Benedicto XVI, quien supone en su libro sobre Jesús que «parece que no sólo Juan el Bautista, sino posiblemente Jesús y su familia, también, tenían relaciones cercanas con la comunidad de Qumrán».
Los zelotes eran un partido revolucionario opuesto a la dominación romana, uno de esos partidos que, según Josefo, inspiraron la postura fanática en Jerusalén que llevó a su destrucción en el año 70 d. C. Lucas identifica a Simón, un discípulo, como un «zelote», lo que podría significar que era un miembro del partido zelote (por lo tanto, que habría existido ya durante la vida de Jesús) o por otro lado podría solo significar que era una persona fervorosa. La idea de que Jesús mismo era un zelote no está apoyada por el material sinóptico más antiguo que lo describe.

### Saduceos y fariseos en el período romano
Existe un registro de solo un sumo sacerdote (Ananus, en el 62) como un saduceo, aunque los estudiosos generalmente asumen que el Sanedrín de Jerusalén estaba dominado por los saduceos. Los fariseos, principalmente académicos y educadores, eran políticamente inactivos, y estudiaban, enseñaban, y adoraban a su manera. Aunque eran populares y respetados, no tenían poder.
Durante este período las diferencias teológicas serias emergieron entre los saduceos y los fariseos. Mientras que los saduceos favorecieron una interpretación limitada de la Torá, los fariseos debatieron las nuevas aplicaciones de la ley e idearon formas para que todos los judíos incorporaran prácticas de pureza (hasta ese momento, limitadas al Templo de Jerusalén) en su vida cotidiana. A diferencia de los saduceos, los fariseos también creía en el concepto de la resurrección de los muertos en un futuro, la Era mesiánica o el Mundo Venidero. Estas creencias parecieron haber influido en la creencia de los cristianos en un Jesús resucitado.

### Nuevos profetas

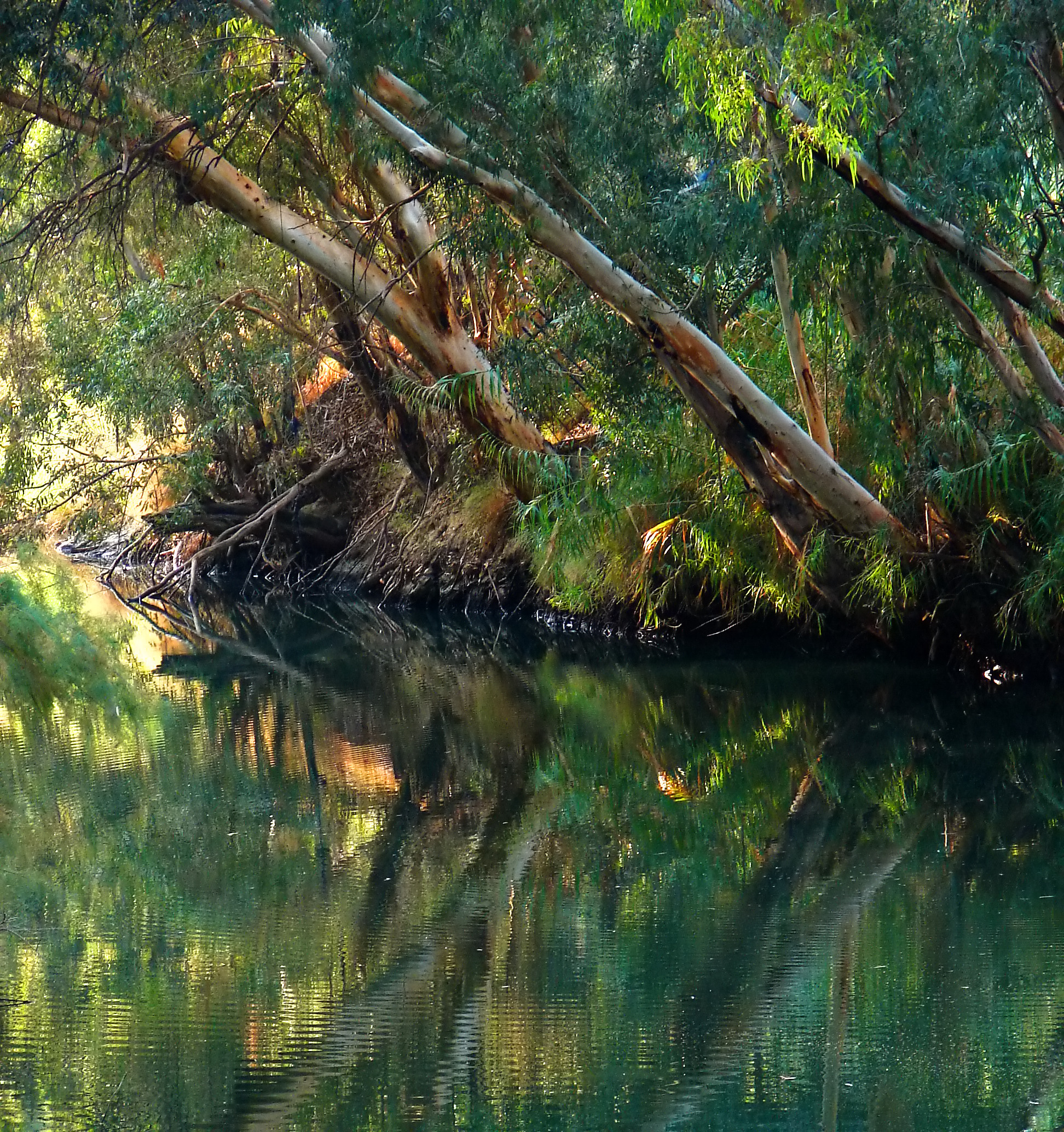
Río Jordán.

Durante este tiempo una variedad de otros movimientos religiosos y grupos escindidos se desarrollaron. Un número de individuos decían ser nuevos profetas, en la tradición de Elías y Eliseo. El Talmud ofrece dos ejemplos de este tipo de obradores de milagros judíos alrededor del tiempo de Jesús. Mishná Taanit 3:8 habla de «Honi, el hacedor de círculos» que, a mediados del siglo I a. C., era famoso por su habilidad para orar con éxito para la lluvia. En una ocasión, cuando Dios no contestó su oración, dibujó un círculo en el polvo, se puso de pie en su interior, e informó a Dios que no se movería hasta que lloviera. Cuando empezó a lloviznar, Honi dijo a Dios que él no estaba satisfecho y que esperaba más lluvia; entonces empezó a llover a cántaros. Él explicó que quería una lluvia tranquila, momento en el que la lluvia se calmó a una lluvia normal.
En la generación siguiente, Honi curó al hijo de Gamaliel en la oración (cf. Mateo 8:5-13). Una historia más tardía (en el Talmud de Babilonia, Berakot 33a) habla de un lagarto que solía herir a los transeúntes. Hanina ben Dosa se acercó y puso sus talones sobre su boca; el lagarto le mordió y murió.
Estos hombres fueron respetados por su relación con Dios, pero no considerados especialmente santos; sus habilidades eran vistas como algo más incognoscible y no eran consideradas resultado de la observancia ultraestricta de la ley judía. A veces, estos hombres eran dudosos, a menudo respetados, e incluso (según Geza Vermes) eran llamados por sus seguidores como «señor», pero nunca considerados «salvadores» o «mesías».

### Mesías y profetas del Milenio
La palabra en español «Mesías» deriva de la palabra hebrea Mashiaj (en hebreo: משיח‎), que significa «el ungido». Pero esta palabra ha tenido otros significados, por diferentes grupos de personas en diferentes momentos. No podemos asumir de inmediato que cuando los judíos (o de hecho Jesús y sus seguidores) utilizaron la palabra, lo usaron la misma manera que las personas hacen ahora.
Para muchos cristianos hoy en día, «Mesías» se refiere al salvador personal y divino de toda la humanidad, una noción apocalíptica de mesías, como el que marcará el comienzo del fin de la historia por la resurrección de los muertos y mediante la ejecución de la sentencia de Dios sobre la humanidad. Esta visión apocalíptica tiene sus orígenes en la cultura judía durante el exilio babilónico y el período del Segundo Templo. Sin embargo, existía al lado una idea nacionalista del Mesías, como uno que defenderá a los judíos contra los opresores extranjeros y los gobernará con justicia, y por derecho divino. Esta visión nacionalista tiene sus orígenes en la Biblia hebrea, y perdura entre los judíos hoy.
En la Biblia hebrea, «Mesías» fue utilizado originalmente para referirse a los nombrados oficialmente sumos sacerdotes y reyes. Los esenios y la Mishná, editada en el año 200, utilizaron el término para referirse sobre todo al Sumo Sacerdote. En la época de la ocupación romana, sin embargo, muchos judíos también utilizaron el término para referirse a un descendiente del rey David, que restauraría el reino de Dios (véase 2 Samuel 7:12-16; 23:1-3,5). Así, aunque todos los reyes judíos eran ungidos, no todos los reyes eran considerados mesiánicos. Los reyes asmoneos (162-56 a. C.) no eran descendientes de David, y no pretendieron haber establecido el Reino de Dios. Después de la caída de los asmoneos y la ocupación romana subsecuente, muchos judíos vieron esto como el fin de los días, y esperaban que los romanos de alguna manera caerían o serían reemplazados por un rey judío. Estaban divididos en cuanto a cómo esto podría ocurrir. La mayoría de los judíos creían que su historia estaba gobernada por Dios, lo que significa que incluso la conquista de Judea por los romanos era un acto divino. Por lo tanto, la mayoría de los judíos aceptó la dominación romana (no hubo revuelta mayoría escala hasta el año 66 d. C., aunque hubo una revuelta minoritaria durante el Censo de Quirino), y no buscaron, ni fomentaron, un mesías. Ellos creían que los romanos serían sustituidos por un rey judío solo a través de la intervención divina en un momento de la elección de Dios. La palabra «Mashiaj» llegó a ser utilizada para el que iba a lograr estas cosas.
Durante este período, una nueva clase de profetas surgió quienes escucharon volver a Moisés y Josué como heraldos de la liberación nacional. Estos hombres no decían ser mesías, y no se basaban en la fuerza física, pero dieron lugar grandes movimientos de personas (de cientos a miles) para actuar de una manera que, creían, conduciría a Dios para restaurar su reino. Por ejemplo, en el año 36 un samaritano llevó un grupo grande al monte Gerizim, donde creían que Moisés había enterrado los vasos sagrados (haciéndose eco al ascenso de Moisés en el Monte Sinaí). Pilato les cerró el camino y mató a sus líderes. Josefo, quien expresó en otro lugar el prejuicio común de Judea contra los samaritanos, sugirió que estaban armados. Pero los samaritanos sobrevivientes apelaron al legado de Siria, Vitelio, reclamando que estaban desarmados y que las acciones de Pilato eran excesivamente crueles. Según el historiador H.H. Ben-Sasson, Samaria, como parte de la Judea romana, era en cierto sentido un «satélite de Siria». Como resultado, Pilato fue enviado a Roma y finalmente destituido de su cargo de prefecto. Otro ejemplo de profeta fue Teudas, quien en algún momento entre los años 44 y 46 llevó a un gran grupo de gente al río Jordán, que según él podía separarse (haciéndose eco de Moisés en el Mar Rojo y Josué en el río Jordán). Fado, el sucesor de Pilato, les cerró el camino y mató a Teudas. Un «profeta egipcio» (no está claro si el profeta vino de Egipto, o invocaba el origen egipcio de Moisés) llevó a treinta mil personas alrededor del Monte de los Olivos y trató de entrar en Jerusalén hasta que fue detenido por Félix, el procurador después de Fado.

### Sicarios, bandidos y zelotes
Varios grupos también resistieron el statu quo por la fuerza de las armas. En muchos casos, estos grupos no tuvieron un programa revolucionario claramente definido; en algunos casos se opusieron más a las élites urbanas que a los romanos en sí. Estos grupos tomaron diferentes formas, con diferentes métodos en el norte que en el sur.

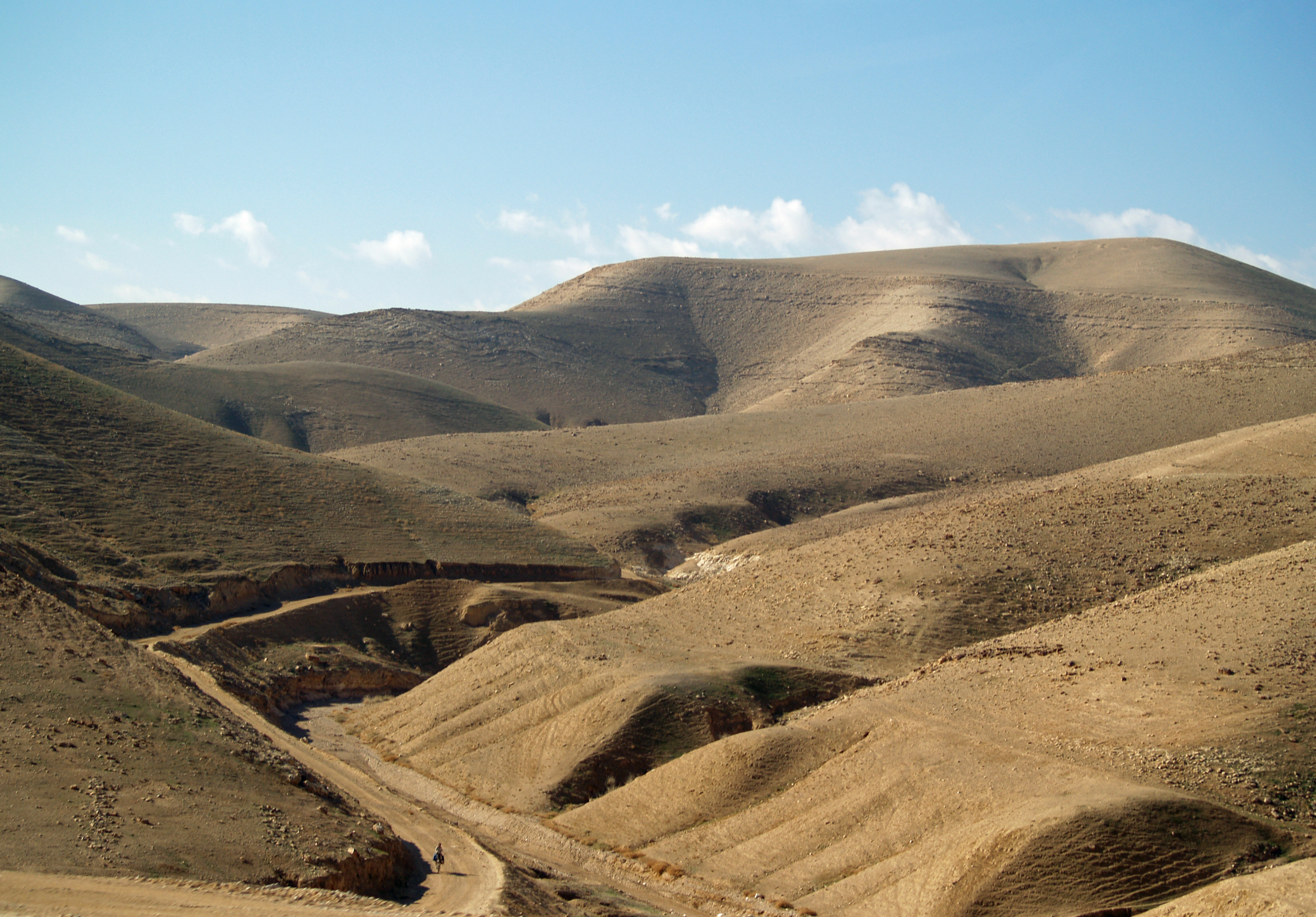
Los montes de Judea, en Israel.

Además, bandidos o bandoleros habían estado activos en la región. Los historiadores sociales han sugerido que los bandidos son comunes en las sociedades campesinas, a menudo pobres hombres que se identifican con otros campesinos, pero que tratan de adquirir riqueza y poder político. Cuando Herodes era gobernador militar todavía en Galilea, pasó una buena parte de tiempo luchando contra los bandidos bajo el liderazgo de Ezequías. Estos bandidos formaban en realidad un grupo de campesinos cuyos objetivos eran las élites locales (tanto asmoneos y herodianos) en lugar de Roma. Ventidio Cumano (procurador entre 48-52) a menudo tomó represalias contra el bandolerismo castigando a las comunidades campesinas, que él creía, eran su base de apoyo. Cuando un peregrino galileo en camino a Jerusalén fue asesinado por un samaritano, el jefe de los bandidos Eliezer organizado a los galileos para un contraataque, y Cumano se movió contra los judíos. Un legado de Siria, Cuadrado, intervino y envió varios funcionarios judíos y samaritanos a Roma. El emperador Claudio favoreció el lado judío, y ordenó que los dirigentes samaritanos fueran ejecutados y exiliados, y uno llamado Veler fue decapitado. Por lo tanto, el malestar campesino generalizado de este período no fue dirigido exclusivamente contra Roma, sino que también expresó su descontento contra las élites urbanas y otros grupos; la política romana trató de contener el poder de los bandidos, mientras que cultivaba el apoyo judío.
Durante la Gran Revuelta en el 66, Josefo fue enviado a comandar la Galilea. Levantó un ejército principalmente de bandidos locales que saqueaban las cercanas ciudades romanas y griegas (incluidas los ocupadas por las élites judías), incluyendo los centros administrativos de Séforis, Tiberíades y Gabara (a veces Gadara). Esto sugiere que estaban preocupados principalmente por el aumento o insurrección social contra las élites locales, en lugar de una revolución política contra la ocupación romana. Cuando las legiones romanas llegaron de Siria, el ejército de bandidos se desvaneció.
Los romanos emplearon una política de tierra quemada en su lucha en el norte, conduciendo a miles de campesinos hacia el sur, hacia Jerusalén. Entre 67 y 68, estos campesinos, tal vez dirigidos por bandidos, formaron un nuevo partido político llamado los zelotes, que creían que un reino independiente debía ser restaurado inmediatamente a través de la fuerza de las armas. No está claro si sus líderes hicieron afirmaciones mesiánicas. Los zelotes encarcelaron a los miembros de la familia herodiana, asesinaron a los antiguos sumos sacerdotes Ananus ben Artanus y Josué ben Gamaliel, y llevaron a juicio a los ciudadanos más ricos. Es posible que ellos creían que estaban purgando elementos, que creían, se habían entregado a los romanos. Pero estas purgas también revelan la gran división social entre campesinos y aristócratas judíos en este momento. Formaron parte de una revolución social: a pesar de que en última instancia ellos perdieron ante los romanos, los grupos de élite como los asmoneos, herodianos y saduceos no volverían a tener el poder en la Judea romana.

## Hacia un Jesús histórico

### Análisis de los Evangelios
La mayoría de los historiadores consideran a los Evangelios no como un relato objetivo de Jesús, sino como el producto de hombres que escriben en un período determinado, y lidiando con un particular teológico, así como cuestiones políticas. En concreto, asumen que después de la muerte de Jesús, sus palabras, y las historias sobre él, circularon entre sus seguidores hasta que, en algún momento (a partir de mediados del siglo I) alguien (o un grupo de personas) escribieron sus palabras en griego (documento Q), y alguien editó y organizó las historias sobre su vida en una narrativa histórica, el Evangelio de Marcos. A medida que estos dos documentos circularon entre los cristianos, otras narrativas históricas fueron editadas y organizadas. Los cuatro evangelios atribuidos a Mateo, Marcos, Lucas y Juan eran regionalmente autoritarios para la proto-ortodoxia en el siglo segundo. Algunos historiadores han sugerido que entre la persecución de Nerón a los cristianos en el año 64, y la revuelta judía en el año 66, los cristianos gentiles vieron más lógico el asignar a los judíos, en lugar de los romanos, la responsabilidad de la muerte de Jesús.
Por otra parte, al igual que el judaísmo rabínico fue en parte la respuesta de los fariseos a su reconocimiento de que el Templo no sería reconstruido en su vida, el cristianismo refleja el reconocimiento de los primeros cristianos que la Segunda Venida de Cristo y el establecimiento del reino de Dios en la tierra no iba a suceder en sus vidas. El análisis crítico de los Evangelios implica, al menos en parte, una consideración de cómo estas preocupaciones afectan los relatos de los Evangelios de Jesús.
Según el historiador Paula Fredriksen (1988: 5), los eruditos críticos se basan en cuatro criterios básicos para la extrapolación de un «auténtico» relato histórico de Jesús de las fuentes del Nuevo Testamento:
1. Disimilitud: «si la forma más temprana de un dicho o una historia difiere en el énfasis de una enseñanza característica o preocupante tanto para el judaísmo contemporáneo y la iglesia primitiva, entonces puede ser auténtico».
2. Coherencia: «si el material de las capas anteriores de la tradición está en consonancia con otros materiales ya establecidos como probablemente auténticos, entonces también es probablemente auténtico».
3. Atestación múltiple: «si el material aparece en un número de diferentes fuentes y contextos literarios, entonces puede ser auténtico».
4. Adecuación lingüística: «el material con una pretensión de autenticidad debe ser susceptible a una representación aramea, ya que Jesús no enseñó en griego, la lengua de los documentos».

Como observa Fredriksen, estos criterios no garantizan una reconstrucción histórica precisa. Sin embargo, argumenta:
Si algo destaca en los evangelios que es claramente no está en los intereses de la iglesia tardía del siglo I (comentarios despectivos sobre los gentiles, por ejemplo, o declaraciones explícitas sobre el inminente fin del mundo), entonces tiene una demanda más fuerte a la autenticidad de otro modo. Dicho brevemente, algo vergonzoso es probablemente anterior. (1988: 6).

## La divergencia de los primeros cristianos y los judíos rabínicos

### La Gran Revuelta y la destrucción del Templo

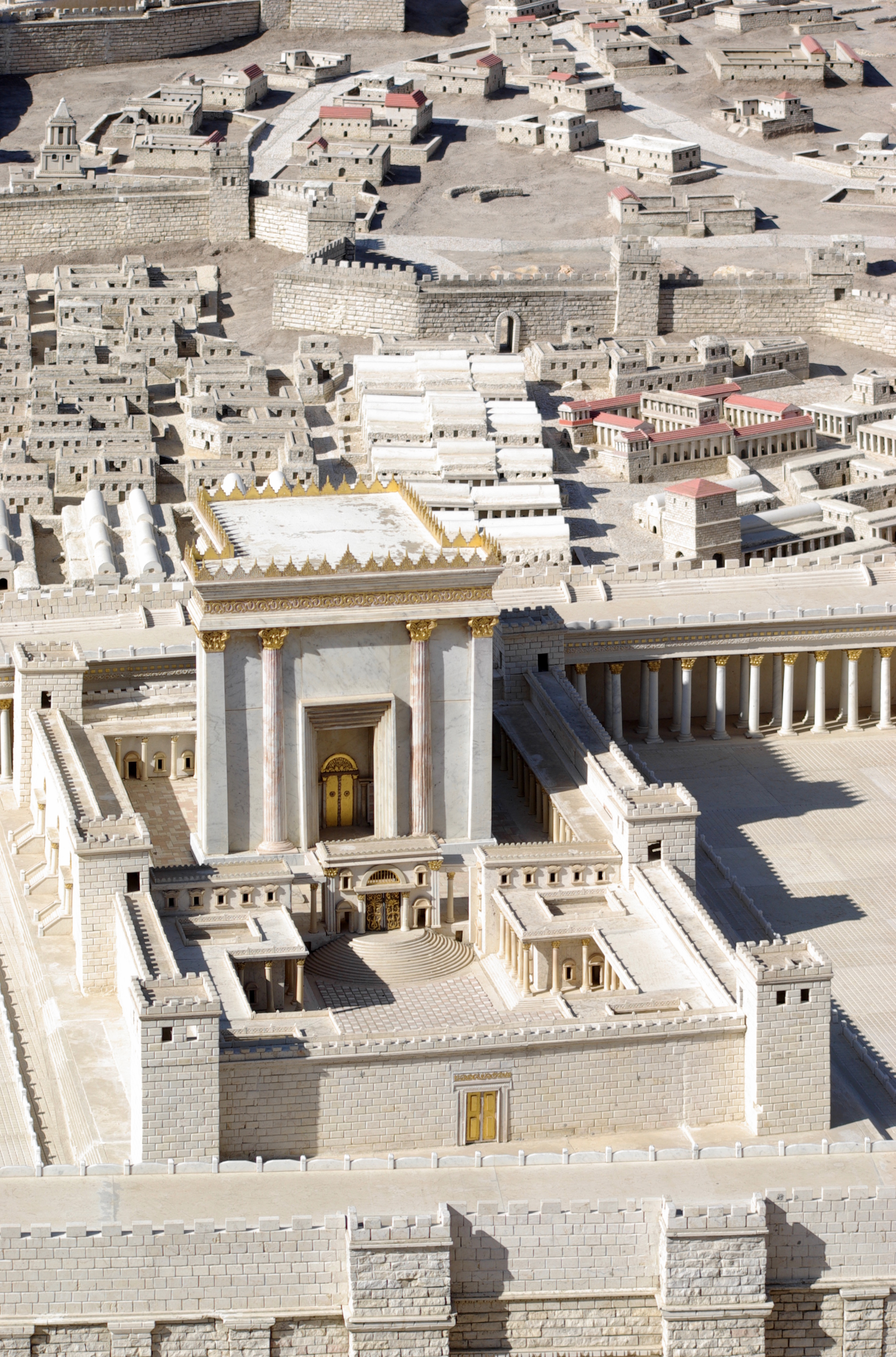
Modelo del Templo de Jerusalén.

Para el 66 d. C., el descontento judío con Roma había intensificado. Al principio, los sacerdotes trataron de reprimir la rebelión, incluso llamando a los fariseos por ayuda. Después de la guarnición romana no pudo detener a los helenistas profanar una sinagoga en Cesarea, el sumo sacerdote suspendió el pago del tributo, iniciándose la Gran Revuelta Judía.
Después de la revuelta judía contra la dominación romana en el año 66 d. C., los romanos destruyeron prácticamente Jerusalén. Tras una segunda revuelta, a los judíos no se les permitió entrar en la ciudad de Jerusalén, excepto para el día de Tisha b'Av, y un mayor culto judío quedó prohibido por Roma. El Imperio instituyó el Fiscus judaicus, a los que pagaban el impuesto se les permitió continuar las prácticas judías. Después de la destrucción de Jerusalén y la expulsión de los judíos, el culto judío dejó de ser organizado centralmente alrededor del Templo, la oración tomó el lugar de sacrificio y el culto fue reconstruido alrededor de rabinos que actuaron como maestros y líderes de las comunidades individuales (véase Diáspora judía y concilio de Jamnia).
En el 70 el Templo fue destruido. La destrucción del Segundo Templo fue una experiencia profundamente traumática para los judíos, que ahora se enfrentaban con preguntas difíciles y de mayor alcance:
- ¿Cómo lograr la expiación sin el Templo?
- ¿Cómo explicar el desastroso resultado de la rebelión?
- ¿Cómo vivir en el mundo romanizado post-Templo?
- ¿Cómo conectar tradiciones presentes y pasadas?

La forma como respondieron la gente éstas cuestiones dependía en gran medida de su posición antes de la revuelta. Pero la destrucción del Segundo Templo por los romanos no solo poner fin a la revuelta: marcó el fin de una era. Los revolucionarios como los zelotes habían sido aplastados por los romanos, y tenía poca credibilidad (los últimos zelotes murieron en Masada en el 73). Los saduceos, cuyas enseñanzas fueron tan estrechamente conectadas con el culto del Templo, desaparecieron. Los esenios también desaparecieron, quizá porque sus enseñanzas de alguna manera divergieron de los temas de los tiempos, ya que la destrucción del Segundo Templo no tenía ninguna consecuencia para ellos; precisamente por esta razón, eran de poca importancia a la gran mayoría de los judíos.
Dos grupos organizados se mantuvieron: los primeros cristianos y los fariseos. Algunos estudiosos, como Daniel Boyarin y Paula Fredricksen, sugieren que fue en este tiempo, cuando los cristianos y los fariseos estaban compitiendo por el liderazgo del pueblo judío, que los escritos de los debates entre Jesús y los apóstoles con los fariseos y los pasajes anti-farisaicos se escribieron y se incorporaron en el Nuevo Testamento.

### El surgimiento del judaísmo rabínico
Durante el siglo I hubo varias sectas judías: los fariseos, saduceos, zelotes, esenios y los cristianos. Las enseñanzas de los fariseos, que vieron la halajá (ley judía) como un medio por el cual la gente común podría relacionarse con lo sagrado en su vida cotidiana, les proporcionaron una posición desde la cual dar respuesta a los cuatro desafíos de una manera significativa a la gran mayoría de judíos. Los saduceos rechazaban la inspiración divina de los Profetas y los Escritos, confiando solo en la Torá como inspirada divinamente. En consecuencia, un número de otros principios básicos de sistema de creencias de los fariseos, fueron desestimados por los saduceos.
Después de la destrucción del Segundo Templo en el año 70, el sectarismo vino en gran medida a su fin. El cristianismo sobrevivió, pero rompió con el judaísmo y se convirtió en una religión separada; los fariseos sobrevivieron en forma del judaísmo rabínico, hoy en día, conocido simplemente como «judaísmo». Durante este periodo, Roma gobernó Judea a través de un procurador en Cesarea y un patriarca judío. Un exlíder fariseo, Yohanan ben Zakai, fue nombrado el primer patriarca (la palabra hebrea, Nasí, también significa príncipe o presidente), y se restableció el Sanedrín en Jamnia bajo control farisaico. En lugar de dar el diezmo a los sacerdotes y sacrificar ofrendas en el templo, los rabinos instruyó a los judíos dar dinero a organizaciones benéficas locales y estudiar en las sinagogas, así como para pagar el Fiscus judaicus.
En 132, el emperador Adriano amenazó con reconstruir Jerusalén como una ciudad pagana dedicada a Júpiter, llamada Aelia Capitolina. Algunos de los principales sabios del Sanedrín apoyaron una rebelión (y, por un breve tiempo, un estado independiente), dirigido por Simon bar Kozeba (también llamado Bar Kojba, o «hijo de la estrella»); algunos, como Akiva ben Iosef, creían que Bar Kojba era el mesías, o «ungido». Hasta este momento, un número de cristianos eran todavía parte de la comunidad judía. Sin embargo, ellos no apoyaron ni participaron en la revuelta. Ya sea porque no tenían ningún deseo de luchar, o porque no podían soportar un segundo mesías, además de Jesús, o por el duro trato dado por Bar Kojba durante su breve reinado; estos cristianos también dejaron la comunidad judía en esta época. Tradicionalmente se cree que los cristianos de Jerusalén esperaron el fin de las guerras judeo-romanas en Pella, en la Decápolis.
Esta revuelta terminó en 135, cuando fueron derrotados Bar Kojba y su ejército. Según un midrash, además de Bar Kojba, los romanos torturaron y ejecutaron a diez principales miembros del Sanedrín. El relato también afirma que esta era la devolución tardía de la culpabilidad de los diez hermanos que secuestraron a José y lo vendieron como esclavo. Es posible que este relato represente una respuesta farisaica a la narración cristiana de la crucifixión de Jesús; en ambos los romanos castigan brutalmente a los rebeldes, que aceptan su tortura como expiación por los crímenes de los demás.
Después de la represión de la revuelta la gran mayoría de los judíos fueron enviados al exilio; poco después (alrededor de 200), Yehudah Hanasí editó conjuntamente juicios y tradiciones en un código de autoridad, la Mishná. Esto marca la transformación del judaísmo fariseo en el judaísmo rabínico. Aunque los rabinos remontan sus orígenes a los fariseos, el judaísmo rabínico, sin embargo, implicaba un rechazo radical a ciertos elementos de fariseísmo, elementos que eran básicos para el judaísmo del Segundo Templo. Los fariseos habían sido partidarios. Los miembros de diferentes sectas sostuvieron entre sí discusiones por la exactitud de sus respectivas interpretaciones, sobre todo los sabios Hilel y Shamai. Después de la destrucción del Segundo Templo, estas divisiones sectarias terminaron. El término «fariseo» ya no se utilizó, no solo porque era un término más frecuentemente utilizado por los no fariseos, sino también porque el término era explícitamente sectario. Los rabinos afirmaban el liderazgo sobre todos los judíos, y se añadió a la Amidá el Birkat haMinim (véase concilio de Jamnia), una oración que, en parte, clama: «Alabado eres Tú, oh Señor, que destruyes a los enemigos y derrota a los arrogantes», y que se entiende como un rechazo de los sectarios y sectarismo. Este cambio en ningún caso resolvió los conflictos sobre la interpretación de la Torá; más bien, trasladó los debates entre sectas a los debates dentro del judaísmo rabínico.